# イキヌキッ茶 〜隠し味に愛を〜
『イキヌキッ茶 〜隠し味に愛を〜』（イキヌキッさ かくしあじにあいを）は、日本のアダルトゲームブランド・NOIRが2010年4月30日に発売した18禁アドベンチャーゲーム。2011年1月7日よりダウンロード販売を開始している。

## 概要
株式会社ライドオンワークスのアダルトゲームブランド・NOIRの第3作。また、過去2作を低価格タイトルとして発売したNOIRにとっては初のフルプライス作品であると同時に、ライドオンワークスとしては旧社名・瑞インターナショナル時代の2004年にブランド・ふくろうで発売した「姫恋荘」以来6年ぶりのフルプライス復帰作となる。
恋人喫茶「ラブ♥チェリー」を舞台に、4名の店員やオーナーとの交流を通じて関係を深めて行くことがゲームの目的。

## ストーリー
実家を離れて上京し、一人暮らしをしている広石直人は金欠の為に食事抜きの生活を強いられる。そんな直人を見かねた同じクラスの園川遥は、秋葉原にある恋人喫茶「ラブ♥チェリー」の無料食事券を差し出した。早速「ラブ♥チェリー」を訪れた直人はナズナ・ザクロ・ツボミの店員3人に見とれ、遥からもらった無料食事券を使うのも忘れてしまう。その翌日、遥は「直人があの店を気に入ったのなら」と言って手持ちの無料食事券を全て直人に差し出した。
こうして直人は「ラブ♥チェリー」へ通い詰めるようになったが、店員を相手にデレデレしている直人を見かねた店長の薬珠燈子はある日の晩、直人に対して「店員に手を出すな」と警告を発する。

## 登場人物
声優は非公開。名前は左が本名、右がお店での名前（源氏名）。

### 主人公
広石 直人（ひろいし なおと）
実家を離れて一人暮らしをしている冴えない男子学生。金欠でその日の食事もままならない状態を見かねた同級生の園川遥に秋葉原の恋人喫茶「ラブ♥チェリー」の無料食事券をもらったことを契機に店へ通い詰めるようになる。

### 店員
藤宮 沙耶香（ふじみや さやか） / ナズナ
スリーサイズはB90 / W54 / H81。趣味は食べ歩きと創作料理で、特技は弓道。店内では和服にフリルを付けたデザインの衣装を着ている。明るく家庭的な性格と巨乳がチャームポイントで、現在のとろ「ラブ♥チェリー」で一番人気の店員。
神田 棗（かんだ なつめ） / ザクロ
スリーサイズはB82 / W55 / H83。趣味は無駄に豪華なもので着飾ること、特技はピアノ。高飛車な性格で他の店員から「お嬢」と呼ばれている一方、困っている人を見ると放っておけない所も。天性の女王様気質でマゾっ気のある男性客に人気。
東路 紅葉（とうじ もみじ） / ツボミ
スリーサイズはB79 / W54 / H80。趣味は家事、特技は歌うことと踊ること。店内ではオーソドックスなデザインのエプロンドレスを着ている。低身長で可愛らしく「ラブ♥チェリー」のマスコット的存在に収まっているドジっ娘。
園川 遥（そのかわ はるか） / サクラ
スリーサイズはB85 / W56 / H86。趣味・特技は共に占い。空腹で今にも死にそうな顔をしていた直人に「ラブ♥チェリー」無料食事券を提供した。店内では胸元の開いたチャイナドレスを着ている。寡黙で、自分から口を開くことは稀な為にミステリアスな雰囲気を漂わせている。

### オーナー
薬珠 燈子（くすだま とうこ）
「ラブ♥チェリー」の経営者。スリーサイズはB80 / W57 / H88。趣味は読書、特技は読書とお説教。元々は店の看板娘であったが、先代のオーナーから店を引き継いだ。年齢の話題に敏感で、特に「お母さん」と「年増」は禁句とされている。

## スタッフ
- シナリオ - 蓮蓮
- 音楽 - シヤタカ